# Pontifícia Universidade Católica Madre y Maestra

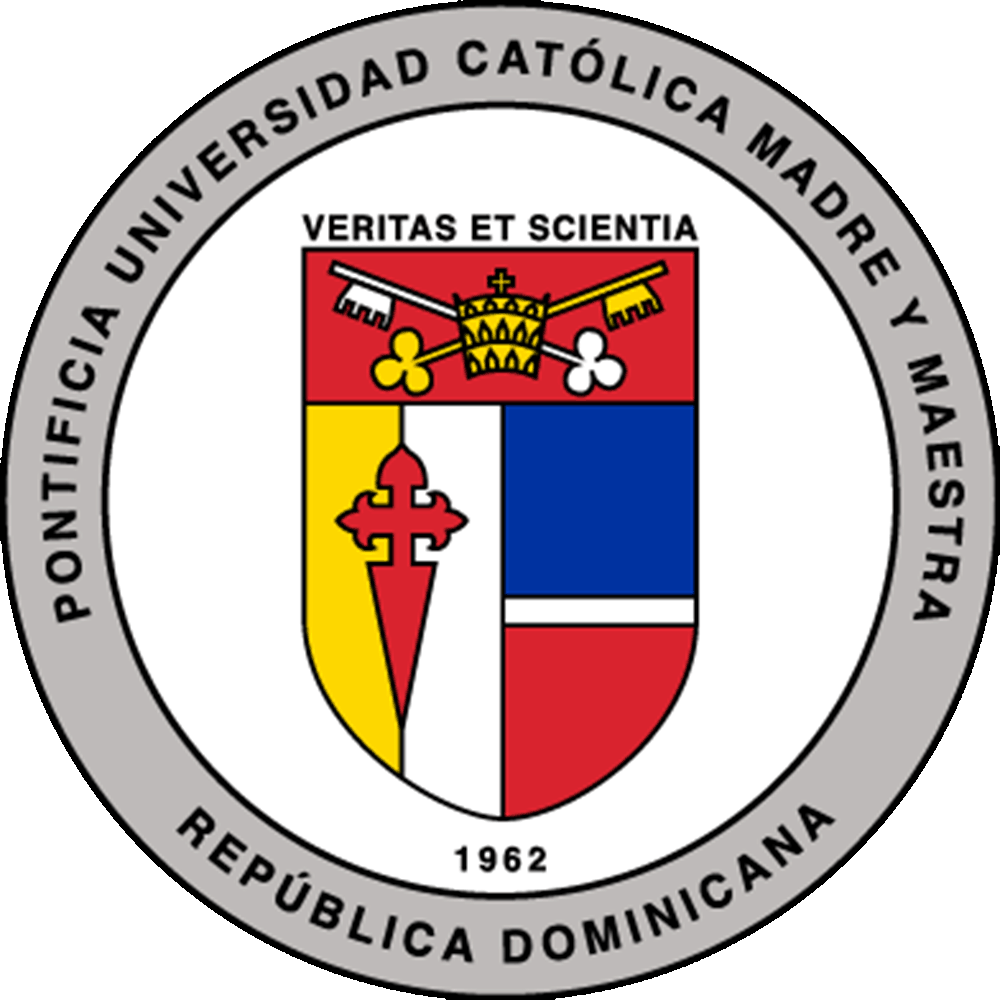
Logo

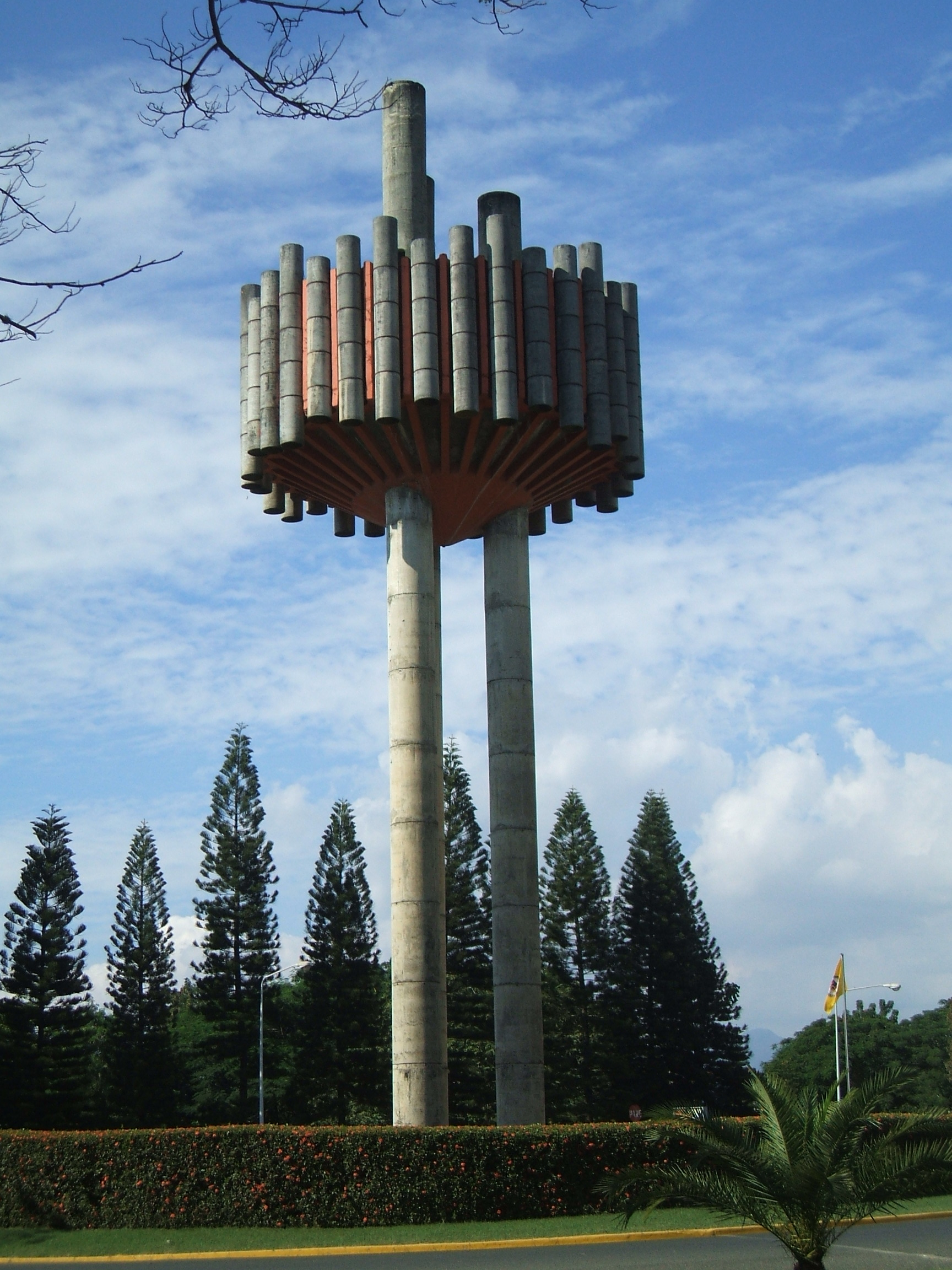
A caixa d'água no campus de Santiago tornou-se o símbolo da universidade

A Pontifícia Universidade Católica Madre y Maestra é a primeira instituição de ensino superior privada e católica fundada na República Dominicana. Seu campus principal está localizado na cidade de Santiago de los Caballeros, com extensões menores em Santo Domingo e Puerto Plata. Fundada em 9 de setembro de 1962, é uma das melhores universidades do país.